# Чуканов, Олимп Алексеевич
Олимп Алексеевич Чуканов (23 июля 1914 — 21 сентября 2000) — советский государственный и партийный деятель, первый секретарь Тульского обкома КПСС (1960—1961) и (1963—1964). Кандидат технических наук, профессор кафедры технологии машиностроения Тульского механического института (1956—1967 гг.).

## Биография
Родился 23 июля (2 августа) 1914 года в Туле в рабочей семье. После окончания в 1938 г. Тульского механического института работал на оборонных предприятиях Тулы.
• 1938—1941 гг. — мастер Тульского патронного завода;
• 1941—1950 гг. — заместитель начальника цеха, начальник инструментального производства Тульского оружейного завода (Медногорск, Тула);
• 1946 год — ассистент кафедры технологии машиностроения Тульского механического института;
• 1950—1952 гг. — главный инженер Тульского комбайнового завода;
• 1952—1955 гг. — директор Тульского комбайнового завода;
• 1955—1960 гг. — второй секретарь Тульского областного комитета КПСС;
• 1960—1961 гг. — первый секретарь Тульского областного комитета КПСС;
• 1961—1962 гг. — начальник Управления машиностроительной и металлообрабатывающей промышленности Совета народного хозяйства (Совнархоза) Тульского экономического административного района;
• 1963—1964 гг. — первый секретарь Тульского промышленного областного комитета КПСС;
• 1964—1967 гг. — второй секретарь Тульского областного комитета КПСС;
• 1967—1986 гг. — заместитель заведующего Отделом ЦК КПСС по связям с коммунистическими и рабочими партиями социалистических стран.
• С 1986 года на пенсии.
Скончался 21 сентября 2000 года в Москве.
Похоронен на Троекуровском кладбище.

## Награды и звания
- орден Ленина (1957)
- Орден Октябрьской революции
- орден Трудового Красного Знамени (1964)
- медали